# 杉本政徳
杉本 政徳（すぎもと まさのり、1946年2月6日 - ）は、北海道出身の元スキージャンプ選手。
北海道小樽潮陵高等学校→早稲田大学→国鉄北海道
1968年グルノーブルオリンピックの代表に選ばれたものの、競技では補欠に回り出場しなかった。

## 日本国内での主な競技成績
- 1963.02.23(土) 第4回NHK杯ジャンプ大会 少年の部優勝
- 1964.01.19(日) 第16回北海道校高等学校スキー大会 優勝
- 1965.02.22(月) 第4回STV杯争奪ジャンプ大会 少年の部優勝
- 1965.03.02(火) 第6回NHK杯ジャンプ大会 少年の部優勝
- 1970.03.29(日) 第1回田沢湖スキージャンプ大会 成年の部優勝